# Francisco de Vitoria
Francisco de Vitoria, znan tudi kot Francisco de Victoria, španski rimskokatoliški filozof, teolog in pravnik, * 1485, Burgos, † 12. avgust 1546, Salamanca
Je ustanovitelj filozofske tradicije obdobja renesančne Španije, znane kot "salamanška šola". Pomemben je njegov prispevek k teoriji pravične vojne in mednarodnega prava. Nekateri znanstveniki so ga v preteklosti opisali kot enega izmed »očetov mednarodnega prava« skupaj z Albericom Gentilijem in Hugom Grotiusom. Sodobni akademiki pa menijo, da je tak opis anahronističen, saj se je koncept mednarodnega prava začel resnično razvijati veliko kasneje. Ameriški pravnik Arthur Nussbaum je opozoril, da je Vitoria "prvi predstavil pojme (čeprav ne izraze) svobodne trgovine in svobode morja". De Vitoria je znan tudi po svoji obrambi pravic Indijancev v Novem svetu proti španskim kolonistom. 

## Življenje
Francisco de Vitoria se je rodil v Burgosu leta 1485. Ko je bil star 20 let, je vstopil med dominikance, pri katerih je začel študirati humanistične študije. Bil je poslan na Univerzo v Parizu, kjer je ostal kot študent, nato pa predavatelj skoraj 16 let. V Španijo se je vrnil leta 1523, ko je predaval v Valladolidu. Medtem ko je raziskoval moralo kolonizacije,  ga je leta 1526 izvolila navdušena večina študentov za glavnega predsednika teologije na Univerzi v Salamanci. V svojih razredih, ki so se ga udeležili študentje, je predstavil aktualna vprašanja. Njegova sposobnost razlage je bila izredna, njegovi učenci so ga tako zelo občudovali, da so ga poimenovali "mojster", in celo  vladni uradniki so prišli k njemu po nasvete.
Cilj Univerze Salamanca je bil predstaviti tedanje nova renesančna razmišljanja v okviru še vedno na univerzah prevladujoče srednjeveške sholastike. Na Salamanki je bil de Vitoria tudi kritični komentator svojega časa in se je odzival na aktualna politično pravna vprašanja ter spore. Npr., ko je prišlo do vojne med Španijo in Francijo ni zagovarjal vnaprejšnje francoske krivde, namesto tega je opozoril na napake na obeh strani. Menil je, da bo francosko-španski spopad, v katerem so osamljeni Francozi sklenili zavezništvo z muslimanskimi Otomani, vodil v rušitev krščanstva. Kritičen je bil tudi, kadar je šlo za lokalno politiko in duhovščino, ki jima je očital brezbrižnost do revnih. Francisco de Vitoria je umrl 12. avgusta 1546 v Salamanci.
V dvajsetih letih, ki jih je preživel v Salamanci, se je soočil z največjimi intelektualnimi izzivi svojega časa, obnovil intelektualne metode in teme ter ustvaril nov tok pravno-teološke miselnosti. Njegovo delo se je osredotočalo na koncept dostojanstva in moralnih problemov človeka. Bil je še posebej vpliven zaradi njegovih del, ki so se osredotočala na pravna vprašanja. Pomembne so bile tudi njegove študije o teologiji in moralnih vidikih gospodarstva. Nauki de Vitorije so ohranjeni v trinajstih formalnih lekcijah, imenovanih Relectiones Theologicae (1557), ki  govorijo o svetosti življenja, poroki, civilni in cerkveni moči, vojni in pravičnosti, konfliktu ob odkritju Amerike, vključitvi novih ozemelj v špansko krono ter o miru in vprašljivem odnosu z Indijanci. "Relecciones", ki so jih napisali in objavili njegovi učenci, so bili ohranjeni skupaj z drugimi zapisi.
Ustanovil je tudi znamenito pravno šolo Salamanca, katere člani so vključevali vplivne pravnike in teologe, kot so Melchor Cano, Domingo Banez, Domingo de Soto in Francisco Suarez.

## Obramba Indijancev
De Vitoria je zanikal koncept, da bi domorodne ljudi (Indijance)  razumeli kot sužnje po naravi v Arsitotelovem izrazoslovju. Od Tomaža Akvinskega je posvojil rimski koncept zakona ius gentiumu ("zakon narodov"). Njegova obramba ameriških Indijancev je temeljila na razumevanju notranjega dostojanstva človeka. To dostojanstvo pa je kršila španska politika v Novem svetu, ki je dopuščala iztrebljenje Indijancev.
V treh predavanjih, ki so potekala med letoma 1537 in 1539, je de Vitoria ugotovil, da so Indijanci upravičeno lastniki svoje lastnine in da so njihovi plemenski voditelji upravičeno uveljavljali jurisdikcijo (sodno oblast) nad svojimi plemeni. Španska oblast je imela edino pravico intervenirati tam, kjer je šlo za žrtvovanje ljudi in to stanje ukiniti, četudi s silo. Niti papež niti Karel V. nista imela pravnega zahtevka nad življenjem Indijancev ali njihovim premoženjem. Nič nasilnih dejanj ni bilo mogoče narediti nad njimi, niti se niso mogla zaseči njihova zemljišča ali premoženje razen, če so Indijanci škodili Španiji s kršitvijo zakonitih pravic, kar pa je za omenjeni primer žrtvovanja premalo.

## Krutost vojne
Na Salamanci je de Vitoria predaval tudi o Tomažu Akvinskem. Nobeno od njegovih predavanj se ni ohranilo razen v zabeležkah študentov, zato je več ohranjenih zabeležk.                                                                                                                De Vitorijeva spisi o vojni so bili namenjeni omejevanju grozot takratnih vojn. Vojna načeloma ni utemeljena, razen kot obramba pred agresijo ali zelo velika napaka. V vsakem primeru je bilo treba pred vojno objaviti prizadevanja za usklajevanje in arbitražo. Prav tako bi moral vladar razmisliti, ali vojna ne bo naredila več škode kot dobrega. Nedolžne osebe naj bi bilo upravičeno usmrtiti le, če bi jih bilo v stanju skrajne ogroženosti nemogoče ločiti od udeležencev. Nazadnje, če je človeku vest narekovala, da je vojna napačna, ni smel sodelovati v njej.
De Vitorijeve trditve, ki vključujejo uporabo moralnih načel, so privedle do tega, da se je z njim pogosto posvetoval rimsko-nemški cesar in španski kralj Karel V.. Leta 1530 mu je pisala cesarica in regentka Izabela Portugalska in ga vprašala o razvezi kralja Henrika VIII. v Angliji, kar je privedlo do tega, da je predaval o zakonski zvezi. Leta 1539 mu je pisal cesar sam, da bi vprašal o možnosti, da bi v Mehiko poslali 12 »naučenih in pobožnih mojstrov«, da bi ustanovili univerzo. Drugič pa mu je pisal, da bi prosili za nekaj de Vitorijevih učencev. Leta 1541 je pisal de Vitoriji dvakrat na temo Indijancev. 

## Dela
Njegova dela so znana le iz njegovih predavanj, saj v svojem življenju ni objavil ničesar.
- De potestate civili, 1528
- Del Homicidio, 1530
- De matrimonio, 1531
- De potestate ecclesiae I and II, 1532
- De Indis, 1532
- De Jure belli Hispanorum in barbaros, 1532
- De potestate papae et concilii, 1534
- Relectiones Theologicae, 1557
- Summa sacramentorum Ecclesiae, 1561
- De Indis et De Jure Belli